# Кристина фон Хесен-Ешвеге
Кристина фон Хесен-Ешвеге (на немски: Christine von Hessen-Eschwege; * 30 октомври 1649, Касел; † 18 март 1702, Беверн) от Дом Хесен, е принцеса от Хесен-Ешвеге и чрез женитба от 1667 г. херцогиня на Брауншвайг-Волфенбютел-Беверн.

## Живот
Дъщеря е на ландграф Фридрих фон Хесен-Ешвеге (1617 – 1655) и съпругата му пфалцграфиня Елеонора Катарина (1626 – 1692), дъщеря на пфалцграф Йохан Казимир фон Пфалц-Цвайбрюкен-Клеебург (1589 – 1652) и сестра на шведския крал Карл X Густав. Тя е внучка по баща на ландграф Мориц фон Хесен-Касел.
Кристина се омъжва на 26 ноември 1667 г. в Ешвеге за Фердинанд Албрехт I (1636 – 1687) от род Велфи, херцог на Брауншвайг и Люнебург, от 1667 г. херцог, княз на Брауншвайг-Волфенбютел-Беверн.
Тя умира на 52-годишна възраст в Беверн. Погребана е в Брауншвайг.

## Деца
Кристина и Фердинанд Албрехт I имат девет деца:
- Леополд Карл (*/† 1670)
- Фридрих Алберт (1672 – 1673)
- Софи Елеоноре (1674 – 1711), канониска в Гандерсхайм
- Клаудия Елеоноре (1675 – 1676)
- Август Фердинанд (1677 – 1704), генералмайор
- Фердинанд Албрехт II (1680 – 1735), херцог на Брауншвайг-Волфенбютел-Беверн, княз на Брауншвайг-Волфенбютел и дава Беверн на брат си
- Ернст Фердинанд (1682 – 1746), от 1735 г. херцог на Брауншвайг-Волфенбютел-Беверн
- Фердинанд Христиан (1682 – 1706), домпропст в Брауншвайгската катедрала
- Хайнрих Фердинанд (1684 – 1706), императорски оберстлейтенант, убит при обсадата на Торино